# 渔家傲
渔家傲，词牌名。此调始于晏殊词“神仙一曲渔家傲”，是北宋时期的流行曲调。
双调六十二字，前后阕各五仄韵，句句用韵，一韵到底。

## 词牌格式
仄仄平平平仄仄，平平仄仄平平仄。仄仄平平平仄仄。平仄仄，平平仄仄平平仄。
仄仄平平平仄仄，平平仄仄平平仄。仄仄平平平仄仄。平仄仄，平平仄仄平平仄。

## 例词
- 范仲淹

塞下秋来风景异，衡阳雁去无留意。四面边声连角起，千嶂裡，长烟落日孤城闭。
浊酒一杯家万里，燕然未勒归无计。羌管悠悠霜满地。人不寐，将军白发征夫泪。
- 周邦彥

幾日輕陰寒測測。東風急處花成積。醉踏陽春懷故國。歸未得。黃鸝久住如相識。
賴有蛾眉能暖客。長歌屢勸金盃側。歌罷月痕來照席。貪歡適。簾前重露成涓滴。
- 李清照

天接雲濤連曉霧，星河欲轉千帆舞﹔彷佛夢魂歸帝所，聞天語，殷勤問我歸何處？
我報路長嗟日暮，學詩謾有驚人句。九萬里風鵬正舉，風休住，蓬舟吹取三山去。